# Håkan Wirtala
Håkan Wirtala, född 11 februari 1971 i Kiruna, är en svensk innebandy- och före detta ishockeytränare. 
Under en presskonferens i slutet på mars 2011 meddelades det att Wirtala tog över Jens Hellgrens uppdrag som huvudtränare för IF Björklöven. Wirtala fick dock inte fortsatt förtroende i A-laget utan fortsatte säsongen efter som huvudtränare för J20-laget. Den 26 juni 2013 återvände Wirtala sedan till innebandyn då han skrev på som huvudtränare för allsvenska Team Thorengruppen SK.
Wirtala tränade även innebandylaget IBK Dalen i Superligan mellan 2009 och 2011. Dalen åkte ut i kvartsfinal båda säsongerna med Wirtala som tränare.

## Tränarhistorik
- Lidingö Vikings HC, (J20 Elit) huvudtränare
- IF Björklöven, (Hockeyallsvenskan) assisterande tränare
- Vännäs HC, (Division I) assisterande tränare
- IF Björklöven J20, (J20 SuperElit) assisterande tränare, huvudtränare

Källa: